# Phyllonorycter aino
Phyllonorycter aino là một loài bướm đêm thuộc họ Gracillariidae. Nó được tìm thấy ở Nhật Bản (Hokkaido) và Hàn Quốc.
Sải cánh dài 5.5–6 mm.
Ấu trùng ăn Spiraea salicifolia. Chúng cuộn lá làm tổ. The mine is ptychonomous và located on the lower surface of the leaf.